# Fleether Mühle
Fleether Mühle ist ein Wohnplatz der Stadt Mirow in der Gemarkung Fleeth im Landkreis Mecklenburgische Seenplatte. Namensgebend für den Ort ist die dortige Wassermühle.

## Geographie
Der Wohnplatz Fleether Mühle liegt ca. 1 km entfernt vom Ortsteil Fleeth und ca. 8 km entfernt vom Hauptort Mirow an der Oberbek (Driculne).
Die Kreisstraße MSE K 20 führt durch den Ort und verbindet ihn mit Diemitz, Peetsch und Mirow. Von Fleether Mühle aus gibt es eine Anbindung nach Fleeth.

## Mühle
Die Mühle wurde im 13. Jahrhundert vom Kloster Eldena am Bach Driculne erbaut und 1270 erstmals urkundlich erwähnt. Von 1692 bis 1799 war sie im Besitz der Familie Monike. Das vierstöckige Mühlengebäude im Stil des Klassizismus wurde 1802 nach Plänen des Landbaumeisters Friedrich Wilhelm Dunckelberg erbaut. Zu dem Dreiseithof gehörten auch ein Pferdestall, eine Scheune und ein Backhaus, das später als Schmiede fungierte. Auf der anderen Seite der Oberbek wurde ein Sägewerk gebaut. Das heute noch existierende Mühlenrad hat einen Durchmesser von vier Metern.
Zu DDR-Zeiten wurde das Mühlengelände zur Gänse- und Broilerzucht der LPG genutzt. Fleether Mühle war ein VEG = Volkseigenes Gut. Es wurden fünf Aufzuchthallen, ein 6-Wohneinheitenblock und ein Lehrlings- und Ausbildungsheim errichtet. Bis in die 1950er Jahre war die Mühle noch in der Lage Getreide zu mahlen, doch durch die Umstellung der Technik wurde sie außer Betrieb gesetzt. So wurde die Fleether Mühle zu einem Mischfutterwerk. Ursprünglich mit Wasserkraft betrieben erhielt das Mühlenwerk einen Elektromotor. Das Sägewerk aber wurde bis 1990 weiterhin mit Wasserkraft betrieben. Bereits seit 1922 konnte die Fleether Mühle auch Strom auf Akkumulatoren speichern.

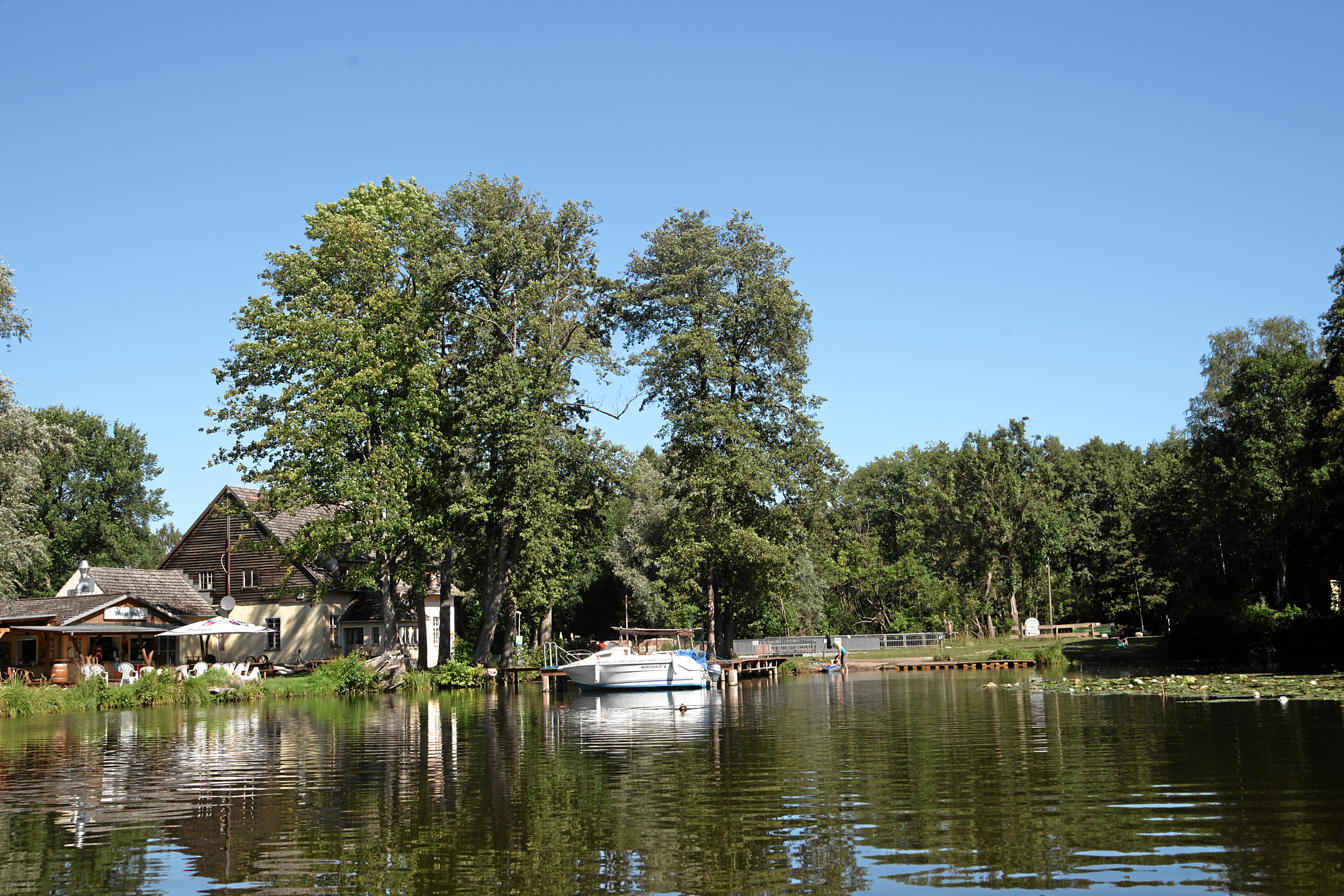
Ansicht vom anderen Ufer der Oberbek

Durch Brandstiftung im August 2001 wurde das Sägewerk vernichtet und auch die Mühle stark beschädigt. Die Überreste wurden 2014/15 abgetragen und der ehemalige Überbau durch ein Wehr ersetzt. Lediglich das nach Plänen von Dunckelberg errichtete Speichergebäude mit Bohlendach steht noch unter Denkmalschutz.

## Heutige Nutzung
Heute befindet sich um die Fleether Mühle ein Ferienpark. Auf dem Mühlenhof befinden sich ein Biergarten sowie ein Hotel und ein Restaurant.

## Belege
1. ↑  Karlo Schmettau (Hrsg.): Hauptsatzung der Stadt Mirow. Mirow.
2. ↑  GeoPortal.MV: Startseite – GeoPortal Mecklenburg-Vorpommern. Abgerufen am 26. Dezember 2017.
3. ↑  Paul Martins: Friedrich Wilhelm Dunckelberg, ein Mecklenburg-Strelitzer Landbaumeister um 1800. Diss. Ing. TH Berlin 1927. Veröffentlicht in: Mecklenburg-Strelitzer Geschichtsblätter 3 (1927), S. 177–208. – Nachdruck in: Carolinum. Historisch-literarische Zeitschrift, 43. Jg., Nr. 81, Sommer 1979 (Digitalisat), S. 7–35, hier S. 25 ff.
4. ↑  Fleether Mühle wird abgerissen. Straße wieder komplett gesperrt. In: nordkurier.de. 7. November 2014, abgerufen am 28. September 2024.
5. ↑  Fleether Mühle. In: muehlenverein-mv.de. Mühlenverein Mecklenburg Vorpommern e. V., abgerufen am 28. September 2024.
6. ↑  Denkmalliste des Landkreises Mecklenburgische Seenplatte (Auszug). In: lk-mecklenburgische-seenplatte.de. 24. April 2017, S. 52, abgerufen am 28. September 2024 (Liste: Nr. 278).
7. ↑  Ferienpark Fleether Mühle - Fleether Mühle. Archiviert vom Original (nicht mehr online verfügbar) am 22. April 2018; abgerufen am 22. April 2018 (deutsch).  Info: Der Archivlink wurde automatisch eingesetzt und noch nicht geprüft. Bitte prüfe Original- und Archivlink gemäß Anleitung und entferne dann diesen Hinweis.